# Alcis dasimaria
Alcis dasimaria är en fjärilsart som beskrevs av Swinhoe 1893. Alcis dasimaria ingår i släktet Alcis och familjen mätare. Inga underarter finns listade i Catalogue of Life.